# Vid na žitel'stvo
Vid na žitel'stvo (Вид на жительство) è un film del 1972 diretto da Omar Gvasalija e Aleksandr Borisovič Stefanovič.

## Trama
Un giovane psicoanalista di Leningrado, approfittando di un viaggio turistico, "sceglie la libertà" e resta all'estero. Tuttavia, il "capitalismo sviluppato" risulta essere esistenzialmente inaccettabile per una persona russa.